# Chand Baori
Chand Baori – studnia w wiosce Abhaneri, znajdującej się 95 km od Jaipuru, w indyjskim stanie Radżastan.
Studnie tego typu były popularne w Indiach, ponieważ zapobiegały wyparowywaniu wody w upalne dni. Do studni Chand Baori schodzi się po schodach. Znajduje się ona naprzeciwko świątyni Harshat Mata (poświęconej bogini szczęścia i radości), co może świadczyć o jej religijnym powiązaniu z tą świątynią w przeszłości. Jest jedną z najgłębszych i największych studni w Indiach. Została wybudowana w IX wieku; składa się z 3500 wąskich stopni, 13 pięter i ma głębokość ok. 30 m.
Legenda głosi, że to duchy wybudowały tę studnię w przeciągu jednej nocy, a posiada ona tyle stopni dlatego, aby było niemożliwym odzyskanie monety, którą się uprzednio wrzuciło do studni.